# Terremoto de Venezuela de 2018
El terremoto de Venezuela de 2018 fue un movimiento telúrico que se registró en la ciudad de Río Caribe en el estado Sucre, a las 17:31 (hora local) (21:31 UTC) del 21 de agosto. El origen del sismo fue localizado en Yaguaraparo, en el estado Sucre. Tuvo una duración de aproximadamente 2 minutos con 20 segundos.
De acuerdo con el director del Departamento de Sismología de Central de Emergencias Iquique de México, Juan Cigala, este terremoto puede considerarse como un evento excepcional, ya que normalmente cuando los movimientos telúricos poseen esa magnitud se acompañan de 12 y 24 sismos posteriores, y alcanzan casi tres minutos de duración, lo que no ocurrió. De igual manera, señaló que en lugar de liberarse la energía de forma perpendicular, lo hizo hacia al noreste y el suroeste.
El terremoto en cuestión, afectó al menos a 10 países de la región, 5 países caribeños, en las Antillas Menores (Barbados, Granada, Santa Lucía, San Vicente y las Granadinas y Trinidad y Tobago), y 4 países sudamericanos (Brasil, Guyana, Surinam y Venezuela).

## Eventos

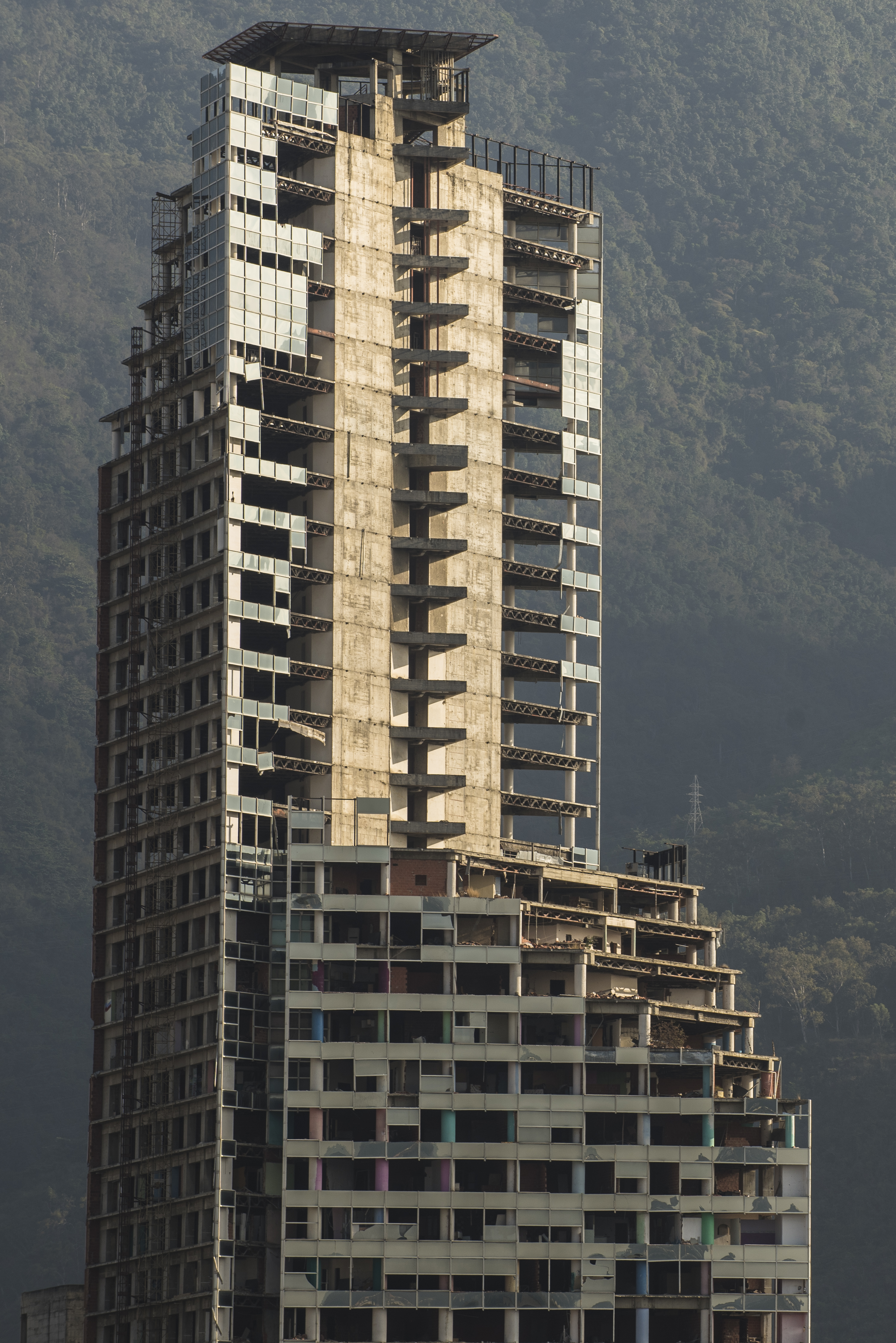
La Torre de David en Caracas fue afectada por el movimiento telúrico.

Un sismo de 7.3 grados en la escala de magnitud de momento sacudió la costa norte de Venezuela. Su epicentro fue en la zona de Yaguaraparo, a unos 15 kilómetros de Río Caribe, en el estado Sucre. Ocurrió el 21 de agosto de 2018 a las 5:31 p. m., hora local de Venezuela (UTC-4), aunque el Servicio Geológico Colombiano le colocó de 7.7 grados. Se pudo sentir en gran parte del país, Incluyendo también partes de Trinidad y Tobago, Granada, Guyana, Barbados, San Vicente y las Granadinas, Santa Lucía, Surinam, incluso en Bogotá, Colombia y Brasil. El Centro de Alerta de Tsunamis del Pacífico emitió una alerta de maremoto para un radio de 300 kilómetros a la redonda del epicentro.
El terremoto interrumpió una concentración en apoyo al presidente Nicolás Maduro y provocó la evacuación de cientos de personas de hogares y oficinas. Además, el cuerpo de Bomberos de Caracas y Protección Civil, declararon que la Torre Confinanzas, también conocida como Torre de David, sufrió una  inclinación en los últimos 5 pisos, lo que pudo haber provocado daños en su estructura, también se interrumpió el servicio telefónico e Internet en Caracas.
En Sucre, el estado donde tuvo lugar el epicentro, provocó daños a más de 47 viviendas, a la iglesia y la sede de la alcaldía de Irapa y a dos puentes de la entidad, también se reportaron heridos en un centro comercial de Cariaco por el colapso de una escalera mecánica.
En Puerto Ordaz, Estado Bolívar se reportaron daños en edificios, en un centro comercial y en un supermercado.                       
En Estado Anzoategui se reportó que una pared se desplomó en una unidad educativa y también cinco muertos por ataques cardíacos.          
El Aeropuerto Internacional de Bogotá, Colombia se cerró brevemente para verificar si había daños en la zona.                       
Surgió un vídeo de un deslizamiento de tierra en el que parte de una montaña de una isla caribeña se derrumbó en el mar.                     
Hubo caída de cristales en Venezuela y Trinidad y Tobago.

### Zonas afectadas
Se pudo conocer que las mayores zonas afectadas por el sismo, fueron, la Región Nor-Oriental, en ciudades como: Maturín, Caripito, y Tropical en el estado Monagas; Puerto La Cruz, Barcelona, Lechería, Cantaura, Anaco, El Tigre y Pariaguan , en el estado Anzoátegui; y en Irapa, Yaguaraparo, Cumaná, Río Caribe y Carúpano, en el estado Sucre y parte del estado Nueva Esparta. Por la Región Guayana, ciudades como Ciudad Guayana, Ciudad Bolívar, Upata, en el estado Bolívar; y Tucupita, en el estado Delta Amacuro. Fue también sentido con fuerza en Maracay, Valencia, Barquisimeto. En la capital, Caracas, se sintió con mucha fuerza. En la parroquia La Candelaria hubo muchos edificios afectados, como el caso de la torre del Centro Financiero Confinanzas o Torre de David, cuyos últimos 5 pisos pudieron haber sido afectados.
En otros países también fue sentido como en el caso de Trinidad y Tobago, donde fue percibido con mayor intensidad que en algunas ciudades venezolanas, afectando ciudades como: Chaguanas, Point Fortin, Puerto España, Chaguaramas, Sangre Grande, Arima y San Fernando. En Trinidad y Tobago, el movimiento telúrico produjo cortes del servicio de electricidad y daño a múltiples estructuras, también produjo cortes de comunicaciones.
El día siguiente, 22 de agosto, la Fundación Venezolana de Investigaciones Sismológicas (FUNVISIS) reportó tres réplicas: una a las 9:27 a. m., otra a las 9:48 a. m., y la última a las 11:22 a. m., con intensidades de 5,7, 4,1 y 4,0 localizados a 9, 10 y 7 kilómetros de Yaguaraparo, respectivamente.    
La réplica de 5.7 a las 9:27 a. m. agravó el daño estructural del Centro Financiero Confinanzas o "Torre de David", también se evacuó una sesión de la Asamblea Nacional de Venezuela, está réplica se sintió en Trinidad y Tobago.